# جامعة أفيرو
جامعة أفيرو (بالبرتغالية: Universidade de Aveiro‏) هي جامعة حكومية، بالإضافة إلى توفير تعليم الفنون التطبيقية، وتقع في مدينة أفيرو البرتغالية. تأسست عام 1973، ويبلغ عدد طلابها حوالي 12500، موزعين على 58 خريج و 40 ماجستير في العلوم و 25 برنامج دكتوراه، موزعة حسب الأقسام المستقلة، مع كليات متخصصة. تعتبر جامعة بحث وتطوير، بها أقسام بحثية تطور برامج في الرياضيات الأساسية والتطبيقية، والفيزياء، والكيمياء، والاتصالات، والروبوتات، والمعلوماتية الحيوية، وعلوم البحار، والمواد، والتصميم، وإدارة الأعمال، والهندسة الصناعية.